# John Meurig Thomas

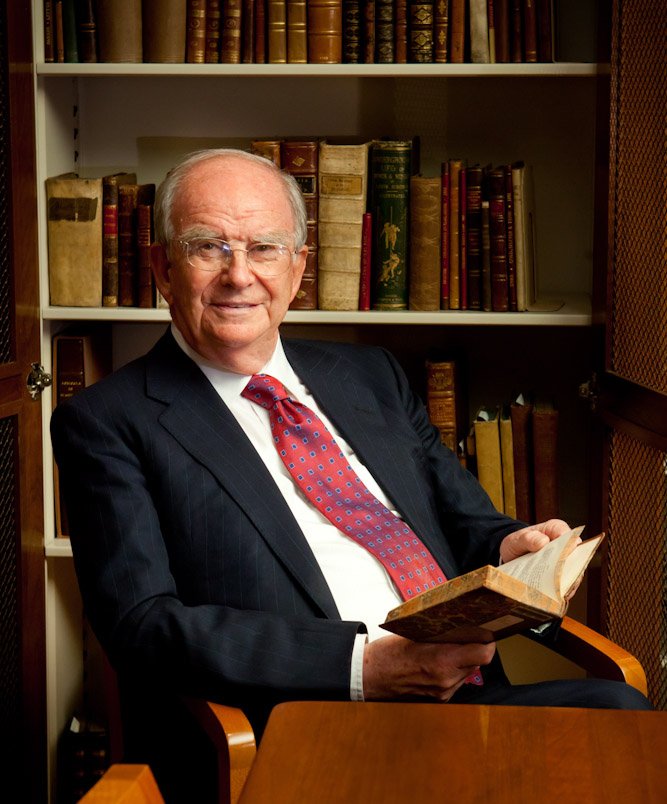
John Meurig Thomas (2011)

Sir John Meurig Thomas (* 15. Dezember 1932; † 13. November 2020) war ein führender britischer Chemiker auf dem Gebiet der heterogenen Katalyse, Festkörperchemie, Materialwissenschaft und Oberflächenchemie. Thomas verfasste mehr als tausend wissenschaftliche Artikel und mehrere Bücher. Er war Träger zahlreicher Auszeichnungen und Ehrendoktorate. 1991 wurde er „für Verdienste um die Chemie und die Popularisierung der Wissenschaft“ zum Knight Bachelor („Sir“) erhoben. Das Mineral Meurigit ist nach ihm benannt. Viele seiner Forschungsarbeiten beschäftigten sich mit neuen heterogenen Katalysatoren und versuchten, die Struktur und Wirkungsweise von bestehenden Systemen unter Verwendung von Techniken wie Röntgenabsorptionsspektroskopie, Kernspinresonanzspektroskopie und hochauflösender Transmissionselektronenmikroskopie zu verstehen. Er ist einer der meistzitierten Autoren auf dem Gebiet der heterogenen Katalyse. In seinen letzten Jahren legte er seinen Forschungsschwerpunkt auf die Entwicklung von „grünen“ Katalysatoren für neue Technologien und auf die Entwicklung von Möglichkeiten des Studiums von Katalysatoren unter Reaktionsbedingungen.

## Leben und Werk
Thomas wurde 1932 in der Nähe der walisischen Bergarbeiterstadt Llanelli, South Wales, geboren. Er studierte Chemie an der Universität von Wales, Swansea, wo er in der Arbeitsgruppe von Keble Sykes promovierte. Nach dem Studium arbeitete er kurz bei der britischen Atomenergiebehörde, bevor er eine wissenschaftliche Laufbahn am Institut für Chemie an der Universität von Wales einschlug. Er konnte zeigen, dass Fehlstellen und andere strukturelle Störungen an Oberflächen die elektronischen Strukturen beeinflussen.
1969 wurde er Professor an der Aberystwyth University, wo er seinen Forschungsschwerpunkt auf die Erforschung von Oberflächen und Materialwissenschaft legte. Auch erforschte er die Anwendung der Elektronenmikroskopie in der Chemie. Im Jahr 1977 wurde er zum Fellow of the Royal Society gewählt. Zwischen 1979 und 1986 war Sir John Institutsleiter am Institut für Physikalische Chemie und Professorial Fellow am King’s College, wo er weiterhin neue Techniken im Bereich der Festkörperchemie entwickelte. Ein weiterer Zweig war die Entwicklung neuer Materialien und das Design neuer Katalysatoren. Er erweiterte seine frühen elektronenmikroskopischen Untersuchungen auf Interkalationsverbindungen und Mineralien. Zeolithische Materialien untersuchte er mit Techniken wie Festkörper-NMR, Neutronenstreuung und Echtraumverfahren.
Im Jahr 1986 wurde er Nachfolger von Sir George Porter als Direktor des Royal Institution of Great Britain, London. 1987 hielt er zusammen mit David Phillips die renommierte Weihnachtsvorlesung der Royal Institution (Crystals and Lasers). Sein Forschungsschwerpunkt verlagerte sich zur Untersuchung von aktiven Zentren unter Reaktionsbedingungen. Auch synthetisierte er neue nano- und mesoporöse Materialien sowie Molekularsiebe. Er trat 1991 wegen gesundheitlicher Probleme seiner Frau von diesem Posten zurück. Nach einer kurzen Zeit an der Universität von Wales ging er zurück nach Cambridge, wo er 1993 Master of Peterhouse, dem ältesten College in Cambridge, wurde.
Thomas hielt 25 Patente und entwickelte lösungsmittelfreie, katalytische Prozesse zur Herstellung von Ethylacetat und Caprolactam.
Thomas wurden zwanzig Ehrendoktorate von australischen, britischen, kanadischen, chinesischen, niederländischen, ägyptischen, französischen, italienischen, japanischen, spanischen und US-Universitäten verliehen. Außerdem war er Ehrenmitglied in mehr als fünfzehn ausländischen Akademien, darunter der American Philosophical Society, der American Academy of Arts and Sciences, der Accademia dei Lincei (Rom) und der Russischen Akademie der Wissenschaften.
Zu seinen Auszeichnungen zählen die Royal Medal (2016), die Blaise-Pascal-Medaille der European Academy of Sciences (2014), der Bragg-Price Lehrauftrag der britischen Association Crystallographic (2010), die Sven Berggren Prize Lectureship, Lund (2010), der Ertl-Preis Lehrauftrag der Max-Planck-Gesellschaft (2010), die Sir-George-Stokes-Goldmedaille der Royal Society of Chemistry (2005), die Giulio-Natta-Goldmedaille von der Società Chimica Italiana (2004), die Linus-Pauling-Goldmedaille von der Stanford University (2003) und der American Chemical Society Annual Award für kreative Forschung in der heterogenen und Homogene Katalyse (1999). Er gewann die Davy-Medaille der Royal Society sowie die Faradayvorlesung und den damit verbundenen Preis und die Corday-Morgan-Medaille der Royal Society of Chemistry. Im Jahr 1995 wurde er der erste britische Wissenschaftler seit 80 Jahren, dem die Willard-Gibbs-Goldmedaille der American Chemical Society verliehen wurde. In Anerkennung seiner Beiträge zur Geochemie benannte die Internationale Mineralogische Vereinigung im Jahr 1995 ein neues Mineral, Meurigit, nach ihm.
Zusammen mit Gábor A. Somorjai und Norbert Kruse gab John M. Thomas die Zeitschrift Catalysis Letters heraus.